# Friedbert Lademann
Friedbert Wilhelm Thilo Oskar Lademann (* 12. November 1873 in Breslau; † 4. August 1944 in Berlin-Lichterfelde) war ein deutscher Generalmajor.

## Leben

### Herkunft
Er war der Sohn des späteren preußischen Generalleutnants Oskar Lademann (1840–1930) und dessen Ehefrau Emma Blancka, geborene Rohrscheidt (1855–1923).

### Militärkarriere
Lademann besuchte zunächst das Kadettenkorps und wurde am 22. März 1893 als Sekondeleutnant dem Infanterie-Regiment „Fürst Leopold von Anhalt-Dessau“ (1. Magdeburgisches) Nr. 26 der Preußischen Armee überweisen. Von 1898 bis 1899 war er Adjutant des III. Bataillons und wurde anschließend in gleicher Funktion zum Bezirkskommando Stendal kommandiert. Von 1901 absolvierte Lademann die dreijährige Ausbildung an der Kriegsakademie und wurde zwischenzeitlich 1902 zum Oberleutnant befördert. Nach seiner Rückkehr zu seinem Stammregiment fungierte er als Regimentsadjutant und wurde am 11. September 1907 mit seiner Beförderung zum Hauptmann zum Adjutanten des Direktors des Justiz- und Versorgungs-Departements im Kriegsministerium ernannt. Unter Belassung in diesem Kommando folgte am 27. Januar 1911 seine Versetzung in das Infanterie-Regiment „Graf Tauentzien von Wittenberg“ (3. Brandenburgisches) Nr. 20.
Am 22. März 1914 zum Major befördert, gehörte Lademann während des Ersten Weltkriegs dem Stab des Kriegsministers im Großen Hauptquartier an. Vom 2. November bis zum 21. Dezember 1917 hatte er ein aktives Frontkommando und fungierte in dieser Zeit als Kommandeur des Infanterie-Regiments „Fürst Leopold von Anhalt-Dessau“ (1. Magdeburgisches) Nr. 26. Seine Leistungen wurden u. a. durch die Verleihung beider Klassen des Eisernen Kreuzes sowie des Ritterkreuzes des Königlichen Hausordens von Hohenzollern mit Schwertern gewürdigt.
Nach Kriegsende als Oberstleutnant und Abteilungschef im Reichswehrministerium in die Reichswehr übernommen, wurde Lademann am 1. Juli 1921 zum Oberst befördert. Als solcher fungierte er vom 1. November 1922 bis zum 31. Januar 1926 als Kommandeur des 9. (Preußisches) Infanterie-Regimentes in Potsdam. Anschließend wurde Lademann unter Verleihung des Charakters als Generalmajor in den Ruhestand versetzt.